# The Unnamed Feeling
«The Unnamed Feeling» (укр. Неназване почуття) — пісня американського рок-гурту Metallica, третій сингл з альбому St. Anger (2003).

## Історія пісні
Пісня «The Unnamed Feeling» увійшла до студійного альбому Metallica St. Anger і була записана трьома учасниками гурту — Джеймсом Гетфілдом, Ларсом Ульріхом, Кірком Гемметтом, — та їхнім продюсером Бобом Роком. Вона стала третім синглом з альбому після пісень «St. Anger» та «Frantic». 3 грудня 2003 року вийшов відеокліп, знятий режисерським дуетом The Malloys (брати Емерет та Брендан Маллой). В знятій в Лос-Анджелесі відеороботі зображені люди, які, відповідно до назви пісні, переживають різні відчуття — від стресу до параної.
Пісня входила до концертної програми Metallica лише з листопада 2003 по березень 2004 року і була зіграна 17 разів, після чого протягом наступних двадцяти років не виконувалася жодного разу.
На сайті радіостанції 93.3 WMMR її назвали однією з найгірших пісень Metallica, поставивши на 121 місце зі 127: «Коли ви повертаєтеся до неї, єдине неназване почуття, яке ви відчуваєте під час прослуховування „The Unnamed Feeling“, — це просто смуток». Схожої думки були редактори сайту Loudwire, у яких вона посіла 104 місце зі 115: «Незрозуміло чому вийшовши синглом, „The Unnamed Feeling“ пропонує дивну суміш гострих ідей і безцільної балаканини, ніби композиційну головоломку Metallica склали в поспіху».

## Учасники запису
- Джеймс Гетфілд — гітара, спів;
- Ларс Ульріх — ударні;
- Кірк Гемметт — гітара;
- Боб Рок — бас-гітара.

## Список пісень
| Міжнародний мініальбом | Міжнародний мініальбом        | Міжнародний мініальбом |
| #                      | Назва                         | Тривалість             |
| ---------------------- | ----------------------------- | ---------------------- |
| 1.                     | «The Unnamed Feeling»         |                        |
| 2.                     | «The Four Horsemen» (Live)    |                        |
| 3.                     | «Damage, Inc.» (Live)         |                        |
| 4.                     | «Leper Messiah» (Live)        |                        |
| 5.                     | «Motorbreath» (Live)          |                        |
| 6.                     | «Hit the Lights» (Live)       |                        |
| 7.                     | «The Unnamed Feeling» (Video) |                        |

| Міжнародний сингл — Частина 1 | Міжнародний сингл — Частина 1 | Міжнародний сингл — Частина 1 |
| #                             | Назва                         | Тривалість                    |
| ----------------------------- | ----------------------------- | ----------------------------- |
| 1.                            | «The Unnamed Feeling»         |                               |
| 2.                            | «The Four Horsemen» (Live)    |                               |
| 3.                            | «Damage, Inc.» (Live)         |                               |
| 4.                            | «The Unnamed Feeling» (Video) |                               |

| Міжнародний сингл — Частина 2 | Міжнародний сингл — Частина 2 | Міжнародний сингл — Частина 2 |
| #                             | Назва                         | Тривалість                    |
| ----------------------------- | ----------------------------- | ----------------------------- |
| 1.                            | «The Unnamed Feeling»         |                               |
| 2.                            | «Hit the Lights» (Live)       |                               |
| 3.                            | «Ride the Lightning» (Live)   |                               |
| 4.                            | «Motorbreath» (Live)          |                               |

| Міжнародна ілюстрована грамофонна платівка | Міжнародна ілюстрована грамофонна платівка | Міжнародна ілюстрована грамофонна платівка |
| #                                          | Назва                                      | Тривалість                                 |
| ------------------------------------------ | ------------------------------------------ | ------------------------------------------ |
| 1.                                         | «The Unnamed Feeling»                      |                                            |
| 2.                                         | «Leper Messiah» (Live)                     |                                            |

| Міжнародний сингл | Міжнародний сингл                                       | Міжнародний сингл |
| #                 | Назва                                                   | Тривалість        |
| ----------------- | ------------------------------------------------------- | ----------------- |
| 1.                | «The Unnamed Feeling»                                   |                   |
| 2.                | «Frantic» (Unkle Reconstruction — Artifical Confidence) |                   |

| Сингл (Австралія) | Сингл (Австралія)          | Сингл (Австралія) |
| #                 | Назва                      | Тривалість        |
| ----------------- | -------------------------- | ----------------- |
| 1.                | «The Unnamed Feeling»      |                   |
| 2.                | «Dirty Window» (Live)      |                   |
| 3.                | «Master of Puppets» (Live) |                   |
| 4.                | «Battery» (Live)           |                   |

## Список видань
Пісня «The Unnamed Feeling» з'являлася на наступних релізах:
- 2003 — St. Anger (студійний альбом)
- 2003 — «The Unnamed Feeling» (сингл)
- 2006 — The Videos: 1989—2004  (збірка відеокліпів)
- 2022 — St. Anger Live Rarities (вінілове видання)